# L'auberge rouge
L'auberge rouge er en fransk stumfilm fra 1923 af Jean Epstein.

## Medvirkende
- Gina Manès
- Marcelle Schmitt som Victorine
- Madame Delaunay
- Clairette de Savoye
- Léon Mathot som Prosper Magnan
- Jean-David Évremond som Frédéric Taillefer
- Pierre Hot som L'Aubergiste